# الغجرية النائمة
الغجرية النائمة هي لوحة زيتية للرسام الفرنسي هنري روسو رسمها في 1897.